# かごしま大作戦
かごしま大作戦（かごしまだいさくせん）は、NHK鹿児島放送局が、2008年4月から2015年3月13日まで、鹿児島県向けに放送していた、ローカル情報番組。

## 概要
開始以来、基本的に鹿児島局の契約キャスターである田上真澄が“隊員”となり、毎回用意されている「作戦指令」に従い、鹿児島県内各地を訪ね歩くというスタイルである。合間に、「街角探偵」というコーナーが挟まれるが、これは担当ディレクターが一人でカメラを持って県内の街角を取材するというもの。
田上はこの番組と以前担当していた番組を合わせ、「鹿児島県内を隈無く歩く」ことに取り組んでおり、北薩から与論島まで北東―南西約600kmをほぼ制覇。その歩みは番組開始前の2008年3月7日に『土曜スタジオパーク』で紹介されているが、その後もこの番組でまわり続けていた。
田上のキャラクターもあって県内でも認知度があるばかりでなく、『いちおし!九州沖縄』『とびきり』『ふるさとから、あなたへ』などでも県外に向けて放送されていた。

又、2012年11月30日放送分から、「情報WAVEかごしま」で2012年3月まで放送されていた「お便りコーナー」を、当番組で再開していた。
なお初期は薩摩狂句(情報WAVEかごしまから移行)のコーナーがあり、吉田真人(当時NHK鹿児島放送局勤務)が担当していた。

## 放送日時
NHK鹿児島の総合テレビ(ローカル)にて、原則月1回金曜 19:55 - 20:43(19:55-20:00は｢まもなく!かごしま大作戦&気象情報｣、再放送では放送されない)
- かつては20:00スタート、のちに19:55 - 19:58を｢まもなく!大作戦｣･19:58 - 20:00を｢気象情報｣(東京発)としていた。
- 基本的に第2または第3金曜に、ブロック番組（2010年度までは『九州沖縄スペシャル』、2011年度以降は『きん☆すた』）を差し替えて放送する。その場合、ブロック番組はその次週以降の『いちおし!九州沖縄』でフォローすることになる。
- 2015年3月13日の最終回スペシャルは、19:30 - 20:43の73分の拡大版で、NHK鹿児島放送局1階ロビーからの公開生放送だった。

## 復活!かごしま大作戦
2015年10月25日に放送された開局80周年記念番組「まるごと鹿児島 80年分てんこ盛り!」の中で当番組が1日限定で復活、過去のVTRや番組で行っていなかった最南端と最西端の与論島を訪問、日置市や東串良町を訪問した企画を放送した。

## 県外での放送実績
いちおし!九州沖縄
- 2010年10月30日　幻の鉄路に思い出を探せ（旧国鉄山野線・宮之城線跡）
- 2010年12月18日　鹿児島県の最北端を目指そう!（長島町）
- 2011年1月29日　ラジオを愛する島人（しまんちゅ）に会いに行こう（宇検村。同村のコミュニティーFM局、「エフエムうけん」が紹介される。）

とびきり
- 2011年1月28日　ラジオを愛する島人に会いに行こう
実際には国会中継のため休止となった。

ふるさとから、あなたへ
- 2009年11月4日未明　日食にわいたトカラ列島・中之島を探検しよう!
- 2011年1月13日・22日未明　ラジオを愛する島人に会いに行こう

ろーかる直送便
- 2012年12月21日　まぼろしのオオコウモリを探せ!